# Хаман, Эрих
Эрих Хаман (нем. Erich Hamann; род. 27 ноября 1944, Пазевальк, Мекленбург — Передняя Померания) — немецкий футболист, полузащитник.

## Клубная карьера
Во взрослом футболе дебютировал в 1963 году в команде «Нойбранденбург», в которой пробыл три года, после чего в 1966 году перешёл в «Шталь» (Айзенхюттенштадт).
В сезоне 1967 года Хаман стал игроком клуба «Форвертс» (Берлин). Большую часть времени, проведённого в берлинском «Форвертсе», был игроком основного состава команды. В 1969 году выиграл чемпионат ГДР, а в 1970 году — Кубок ГДР.
В 1971 году клуб перебазировался в город Франкфурт-на-Одере, где Хаман продолжил играть, представляя команду 5 сезонов. Завершил карьеру в 1976 году.

## Карьера в сборной
22 июня 1969 года дебютировал в официальных матчах в составе национальной сборной ГДР в товарищеском матче против Чили.
В дальнейшем был игроком сборной ГДР на чемпионате мира 1974 года. Хаман сыграл два матча, которые стали для него последними в сборной. При этом в игре против ФРГ (1:0) Эрих сделал голевую передачу на Юргена Шпарвассера.

## Тренерская карьера
По завершении игровой карьеры в качестве тренера с 1982 по 1986 год работал тренером резервной команды «Форвартса».